# Coșeri, Argeș
Coșeri este un sat în comuna Căteasca din județul Argeș, Muntenia, România.